# Coordonnées paraboliques
 (signalé en mai 2025).
Si vous disposez d'ouvrages ou d'articles de référence ou si vous connaissez des sites web de qualité traitant du thème abordé ici, merci de compléter l'article en donnant les références utiles à sa vérifiabilité et en les liant à la section « Notes et références ».
- Archive Wikiwix
- Bing
- Cairn
- DuckDuckGo
- E. Universalis
- Gallica
- Google
- G. Books
- G. News
- G. Scholar
- Persée
- Qwant
- (zh) Baidu
- (ru) Yandex
- (wd) trouver des œuvres sur Wikidata

Coordonnées paraboliques (en rouge et en vert) versus coordonnées cartésiennes (en bleu clair)

Un système de coordonnées paraboliques permet de déterminer la position d'un point dans un espace affine (droite, plan, espace de dimension 3, etc.) muni d'un repère cartésien. 
Les coordonnées les plus souvent utilisées sont les coordonnées cartésiennes (x, y, z), les coordonnées sphériques (r, θ, ϕ) et les coordonnées polaires (r, θ, z)
Pour certains problèmes, plutôt que les coordonnées polaires, on préfère utiliser u et v, avec u–v = 2z et uv = ρ2.
Les surfaces u constante et v constante constituent deux familles de paraboloïdes de révolution autour de l'axe Oz.
On peut voir, avec r2 = z2 + ρ2, que u = r+z et v = r–z.

## Application
En mécanique, ces coordonnées sont appropriées pour résoudre les cas de potentiel-de-force V(r, z) = f(r+z) + g(r–z)/r.
En particulier, le mouvement képlérien s'intègre bien dans ce système de coordonnées, ainsi que l'effet Stark classique agissant sur ce mouvement.